# Кватернарна структура протеина
Биохемијски гледано, кватернарна структура протеина је распоред протеина са уређеном терцијарном структуром у сложеној целини.

## Опис и примери
Већина протеина се састоји од више полипептидних ланаца, што се у ширем контексту означава као протеинска подјединица. Поред терцијарне структуре подјединица, протеини који се састоје од више подјединица поседују кватернарну структуру што подразумева просторно уређење подјединица. Ензими који се састоје од више подјединица са различитим функцијама се понекад називају холоензими. У њима одређене подјединице могу имати регулаторну улогу, а функционални унутрашњи део се онда означава као каталитичка подјединица. Примери протеина са кватернарном структуром су хемоглобин, ДНК полимераза или јонски канали. Други агрегати, мултипротеински комплекси такође поседују кватернарну структуру. Примери мултипротеинских комплекса су нуклеозоми и микротубуле. Промене у кватернарној структури се могу појавити током конформационих промена у појединачној подјединици или током реоријентације једне подјединице у односу на другу. Многи протеини пролазе кроз овакве промене које се покоравају принципима кооперативности и алостерности у ензимима са више подјединица, да би могли да обављају своју физиолошку функцију.
Горенаведена дефиниција покорава се класичном приступу у биохемији који је установљен у време када је било тешко уочити разлику између протеина и функционалне протеинске јединице. У скорије време, када се прича о кватернарној структури протеина, мисли се на протеин-протеин интеракцију и сви се протеински агрегати означавају као протеински комплекси.

## Номенклатура кватернарних структура
Број подјединица у олигомерним комплексима описује се коришћењем назива који се завршава на –мер (грчки - део, подјединица). Формални грчко-латински називи се генерално користе за првих десет типова и за структуре са не више од двадесет подјединица, где се комплекси вишег реда обично описују бројем подјединица са наставком –мерик.
| - 1 = мономер - 2 = димер - 3 = тример - 4 = тетрамер - 5 = пентамер - 6 = хексамер | - 7 = хептамер - 8 = октамер - 9 = нонамер - 10 = декамер - 11 = ундекамер - 12 = додекамер | - 13 = тридекамер - 14 = тетрадекамер - 15 = пентадекамер* - 16 = хексадекамер - 17 = хептадекамер* - 18 = октадекамер | - 19 = нондекамер - 20 = икосамер - 21-mer - 22-mer - 23-mer* - итд. |

*Нису познати примери
Иако комплекси са више од осам подјединица се ретко налазе, има неких важних изузетака. Омотачи вируса су често састављени од око 60 протеинских подјединица. Неколико молекуларних машина је такође пронађено у ћелији, као што је протеозом (четири хептамерна прстена = 28 подјединица), транскрипциони комплекс и сплајсозом. Вероватно највећа молекуларна машина, рибозом је састављен од више молекула РНК и протеина. У неким случајевима, протеини граде комплексе који могу да се повезују у још веће структуре. У таквим случајевима, користи се номенклатура нпр. „димер димера“ или „тример димера“, да укаже на то да комплекс може да дисосује на мање комплексе, пре дисоцијације на мономере.

## Одређивање кватернарне структуре
Кватернарна структура протеина може бити одређена коришћењем различитих експерименаталних техника које захтевају да узорак протеина буде изложен различитим експерименталним условима. Експерименти често омогућавају процену масе нативног протеина и/или стехиометрију подјединице, па се кватернарна структура може предвидети са датом тачношћу.
Број подјединица протеинског комплекса може се одредити мерењем хидродинамичке молекулске масе или запремине нетретираног комплекса, што захтева нативне услове у раствору. За увијене протеине, маса може бити одређена из њихове запремине коришћењем специфичне запремине од 0,73 ml/g. Ипак, мерење запремине је мање тачно од мерења масе, зато што неувијени протеини имају много већу запремину него увијени; додатни експерименти су зато потребни да би се утврдило да ли је протеин у својој развијеној форми или је наградио олигомер.

#### Методе за директно мерење масе нетретираног комплекса
- Метод седиментационе равнотеже
- Електроспреј масена спектроскопија

#### Методе за директно мерење величине нетретираног комплекса
- Статичко расејање светлости
- Гел - филтрација

#### Методе за индиректно мерење величине нетретираног комплекса
- Аналитичко ултрацентрифугирање методом седиментационе брзине (одређује се транслациони дифузиони коефицијент)
- Динамичко расејање светлости (одређује се транслациони дифузиони коефицијент)
- Протеинска нуклеарна магнетна резонанца са пулсним градијентом (одређује се транслациони дифузиони коефицијент)
- Флуоресцентна поларизација (одређује се ротациони дифузиони коефицијент)
- Диелектрична релаксација (одређује се ротациони дифузиони коефицијент)

Методе које мере масу или запремину развијених протеина (MALDI-TOF масена спектроскопија или SDS-PAGE) овде нису примењиве, пошто услови који нису нативни узрокују дисоцијацију комплекса на мономере. Ипак, ове методе могу некада бити и примењиве, на пример, SDS-PAGE може се применити након третирања нативног комплекса са хемијским реагенсима који омогућавају унакрсно повезивање.

## Протеин-протеин интеракције
Протеини су способни да формирају веома јаке комплексе. На пример, инхибитор рибонуклеазе везује се за рибонуклеазу А и формира комплекс који има константу дисоцијације од око 20 М. Други протеини су еволуирали тако да се специфично везују за одређене групе другог протеина, нпр. Биотин групе (авидин), фосфорилисани тирозини (SH2 домени) или сегменти богати пролином (SH3 домени).